# Michał Żebrowski

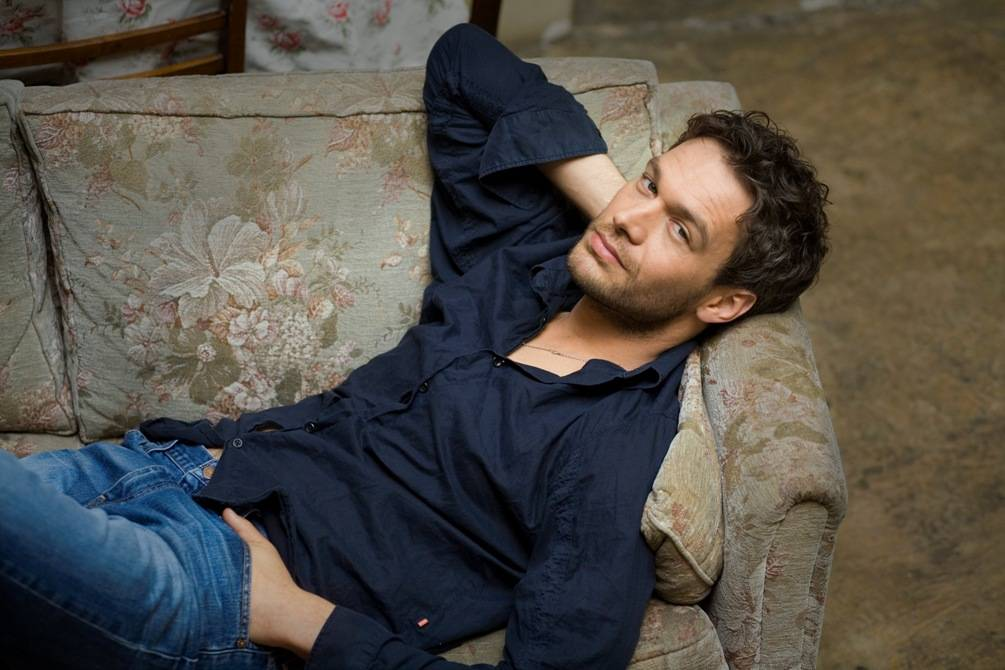
Michał Żebrowski (2013)

Michał Jan Żebrowski (* 17. Juni 1972 in Warschau) ist ein polnischer Schauspieler und Generaldirektor des Teatr 6. piętro in Warschau.

## Leben und Wirken
Michał Żebrowski erhielt Schauspielunterricht an der Staatlichen Schauspielschule PWST in Warschau und schloss das Studium 1995 ab. Sein erstes Engagement führte ihn anschließend an das Warschauer Teatr Powszechny. Seit 1997 gehört er zum Ensemble des Teatr Ateneum. Sein Filmdebüt gab er bereits als Schauspielstudent 1993 unter Regisseur Feliks Falk. Seinen Durchbruch schaffte er 1999. In diesem Jahr war er in den Hauptrollen der beiden teuersten Produktionen Polens zu sehen und wurde zu einem der beliebtesten jungen Schauspieler Polens. Zunächst spielte er den Jan Skrzetuski in der Sienkiewicz-Verfilmung von Mit Feuer und Schwert unter der Regie von Jerzy Hoffman. Anschließend erhielt er die Titelrolle in der Adam-Mickiewicz-Verfilmung Pan Tadeusz unter der Regie von Andrzej Wajda. Beide Filme waren die größten Kassenschlager Polens in den 1990er Jahren.
Im Jahr 2010 gründete er zusammen mit Eugeniusz Korin das Teatr 6. piętro (dt.: Theater im 6. Stock) in Warschau, in dem er bis heute als Generaldirektor und Schauspieler arbeitet. Für seine Rolle als Professor Falkowicz in der Serie Na dobre i na złe wurde er 2015, 2016 und 2017 mit der Telekamery in der Kategorie „Bester Schauspieler“ ausgezeichnet. Seine Alben ...Czyta baśnie andersena und Zakochany Pan Tadeusz wurden in Polen mit einer Platin-Schallplatte geehrt.

## Filmografie (Auswahl)
Kino- und Fernsehfilme
- 1993: Samowolka
- 1996: Posen 56 (Poznań 56) – Regie: Filip Bajon
- 1999: Mit Feuer und Schwert (Ogniem i mieczem)
- 1999: Pan Tadeusz
- 2001: Der Hexer (Wiedźmin)
- 2002: Der Pianist – Regie: Roman Polański
- 2003: Die Wikinger – Angriff der Nordmänner (Stara baśń. Kiedy słońce było bogiem) – Regie: Jerzy Hoffman
- 2004: Pręgi – Regie: Magdalena Piekorz
- 2005: Kochankowie roku tygrysa
- 2006: Kto nigdy nie żył … – Regie: Andrzej Seweryn
- 2007: 1612 – Angriff der Kreuzritter (1612: Хроники смутного времени)
- 2008: Senność – Regie: Magdalena Piekorz
- 2009: Janosik. Prawdziwa historia
- 2011: Sęp – Regie: Eugeniusz Korin
- 2011: 1920: Die letzte Schlacht (1920 Bitwa warszawska) – Regie: Jerzy Hoffman
- 2012: 1939 Battlefield Westerplatte – The Beginning of World War 2 (Tajemnica Westerplatte)
- 2012: Nad życie
- 2013: Facet (nie)potrzebny od zaraz
- 2016: Hinter der blauen Tür – Wenn Träume wahr werden (Za niebieskimi drzwiami)
- 2017: Wszystko albo nic

TV-Serien
- 2002: Wiedźmin
- seit 2011: Na dobre i na złe

## Synchronrollen
- 2003: Sindbad: Legenda siedmiu mórz als Sindbad
- 2008: Horton słyszy Ktosia als Horton
- 2010: God of War III als Herkules
- 2011: Afterfall: InSanity als Albert Tokaj
- 2020: Cyberpunk 2077 als Silverhand